# 道の駅たかの
道の駅たかの（みちのえき たかの）は、広島県庄原市高野町下門田にある広島県道39号三次高野線の道の駅である。松江自動車道高野ICに隣接している。

## 施設
- 駐車場
  - 普通車：40台
  - 大型車：13台
  - 身障者用：2台
- トイレ
  - 男：大 4器、小 6器
  - 女：7器
  - 身障者用：2器
- 売店(9:00 - 18:00 夏〜秋季時間延長あり)
- 軽食(9:00 - 18:00 夏〜秋季時間延長あり)
- レストラン (11:00 - 17:00)
- 情報コーナー(9:00 - 18:00 夏〜秋季時間延長あり)

## 休館日
- 第2・4水曜日

## アクセス

### 道路
- E54 松江自動車道（無料区間）高野ICに隣接[2]
  - 三次東JCT（三次東IC / 尾道自動車道 / 中国自動車道） - 口和IC - 高野IC（道の駅たかの） - 雲南吉田IC - 松江市 宍道JCT（山陰自動車道）方面
- 広島県道39号三次高野線
  - 三次市 - 三次市君田町 - 庄原市口和町 - 道の駅たかの（松江自動車道 高野IC） - 庄原市高野町新市（国道432号）
- 国道432号（庄原市高野町新市から広島県道39号三次高野線を経由）
  - 府中市上下町方面 - 庄原市総領町 - 庄原市中心部 - 庄原市川北町 - 庄原市比和町 - 庄原市高野町新市（広島県道39号三次高野線） - 奥出雲町 - 安来市 - 松江市

### バス
- 高速バス みこと号（JRバス中国・一畑バス） 広島 - 高野 - 出雲
  - 広島駅新幹線口 - 広島バスセンター - 大塚駅 - 三次インター - 道の駅たかの - たたらば壱番地 - 下熊谷バスセンター - 出雲市駅
- 高野線（備北交通[3]）
  - 道の駅たかの - 新市車庫 - 比和 - 秋国別 - 庄原駅（庄原市）
- 下高野線（備北交通）
  - 新市車庫 - 道の駅たかの - 口和 - 君田 - 三次もののけミュージアム - 三次駅前 - 三次中央病院 - 三次工業団地（三次市）
- 三成 - 阿井 - 高野線（奥出雲交通[4]）
  - 道の駅たかの - 下阿井 - 三成駅 - 奥出雲交通（奥出雲町）

道の駅たかのは、交通空白地域の解消のため運行されている高野地域予約乗合タクシー「おでかけわごん」（高野交通）の発着地になっている（要利用登録、要予約）。